# Tropidia calcarata
Tropidia calcarata är en tvåvingeart som beskrevs av Samuel Wendell Williston  1887. Tropidia calcarata ingår i släktet eldblomflugor, och familjen blomflugor. Inga underarter finns listade i Catalogue of Life.